# Merenje volumena plodove vode
Merenje volumena plodove vode jedna je od metoda za određivanje biofizikalnog profila kojim se vrši procene prenatalnog rizika fetusa. U grupi od pet komponenti navedenog profila, volumen plodove vode spada među važnijim kriterijumima za procenu fetalnog stanja.

## Opšte informacije
Biofizikalni profil je metoda za procenu prenatalnog rizika, a uključuje pet komponenti: četiri ultrazvučna merene (kretnje fetusa, pokrete disanja, tonus ploda, volumen plodove vode) i NST (non stress test)  Kombinacija ovih komponenti stiče se uvid u trenutni acidobazni status fetusa (kretnje, pokreti disanja, tonus, NST), i otkriva stanje posteljice u dužem periodu (volumen plodove vode). Ideja za određivanja biofizikalnog profila oslanja se na činjenicu da se korištenjem više parametara može tačnije proceniti stanje fetusa, nego kad se oni koriste zasebno.
Smanjena uteroplacentarna perfuzija dovodi do smanjenog renalnog protoka, smanjene produkcije urina i posledično do oligohidramniona.

## Metoda
Volumen plodove vode se meri ultrazvučno. Postoje dv metode procene količine plodove vode: 
- Semikvantitativna procena — zasnovanja na određivanju dimenzije najvećeg slobodnog džepa plodove vode.
- Phelanova metoda — zasnovana  na izračunavanju indeksa plodove vode (engl. amniotic fluid index, AFI), u kojoj se indeks izračunava sabiranjem četiri vertikalna slobodna džepa.

Za merenju je važno da džepovi plodove vode ne sadrže fetalne delove ili pupčanik. 

## Tumačenje rezultata
Dobrim nalazom prema smernicama smatra se postojanje džepa plodove vode koji mere najmanje 2 cm u dve međusobno vertikalne ravni.